# Idropranolol
Idropranolol je beta blokator.